# Better Portable Graphics
Better Portable Graphics, BPG, är ett bildkomprimeringsteknik skapad av Fabrice Bellard, som även skapat bildkodaren FFmpeg. Tekniken anses kunna ersätta JPEG när man vill ha bättre bildkvalitet eller mindre filer. Formatet stöder upp till 14 bitar/bildkanal medan de flesta jpg-tekniker bara stöder 8 bitar. De flesta webbläsarna stöder formatet via en dekoder på 71 kilobyte skriven i Javascript.